# Kvasikriget
Kvasikriget (engelska: Quasi War), nederländska: Quasi-oorlog), spanska: Cuasi-Guerra), franska: Quasi-guerre) var ett krig utan krigsförklaring, som främst utkämpades till sjöss, där USA, Nederländerna och  Storbritannien ställdes mot Frankrike och Spanien åren 1798- 1800. Kriget upphörde genom fördraget i Mortefontaine.

### Fotnoter
1. ↑  Christoffer Öhman (18 mars 2011). ”Militärakademin West Point”. Populär historia. http://www.popularhistoria.se/artiklar/militarakademin-west-point/. Läst 23 maj 2014.